# Egungun-oya
Egungun-oya är i Yoruba-mytologin spådomskonstens gudinna. "Egungun" hänvisar till själarna av de avlidna förfäderna; Orisha, "Oya", ses som Eguns moder. I Abeokuta och Ogun, såväl som i många delar av Yorubaland, hålls Egungun-festivaler för att hedra förfäder.